# Ульяновка (Новоукраинский район)
Ульяновка (укр. Улянівка) — село в Новоукраинской городской общине Новоукраинского района Кировоградской области Украины.
Население по переписи 2001 года составляло 143 человека. Почтовый индекс — 27126. Телефонный код — 5251. Код КОАТУУ — 3524086406.